# Christopher Weber
Christopher Weber (né le 5 octobre 1991 à Dortmund) est une bobeur allemand.

## Palmarès

### Jeux Olympiques
- : médaillé d'argent en bob à quatre aux Jeux olympiques d'hiver de 2022 à Pékin  Chine.

### Championnats monde
- : médaillé d'argent en bob à 2 aux championnats monde de 2020.
- : médaillé d'argent en bob à 4 aux championnats monde de 2020.
- : médaillé de bronze en bob à 4 aux championnats monde de 2021.

### Coupe du monde
- 19 podiums  : 
  - en bob à 2 : 1 victoire, 2 deuxièmes places et 2 troisièmes places.
  - en bob à 4 : 3 victoires, 8 deuxièmes places et 4 troisièmes places.

#### Détails des victoires en Coupe du monde
| Édition   | Bob à 2      | Bob à 4              |
| 2017-2018 |              | Park City Winterberg |
| 2019-2020 | Saint-Moritz | Winterberg           |